# Джадид, Салах
Салах Джадид (араб.  صلاح جديد‎; 1926, Джабла — 1993, Дамаск) — сирийский военный, государственный деятель и фактический руководитель страны в 1966—1970 годах.

## Ранние этапы биографии
Родился в алавитской деревне близ прибрежного города Джебла. Учился в военной академии Хомса, в 1946 году поступил на службу в сирийскую армию. Некоторое время был членом Сирийской социальной националистической партии (ССНП), но затем вступил в партию Баас, сохранив, однако, близкие отношения с ССНП, поскольку его брат Гассан был одним из её лидеров. В 50-х годах стал членом возглавляемого Гамалем Абдель Насером Движения арабского национализма. Он поддержал создание Объединённой Арабской Республики (единого государства Египта и Сирии). В период существования ОАР Салах Джадид служил в Каире. Здесь он в 1959 году, вместе с рядом других офицеров-баасистов, создали тайную организацию — Военный Комитет, целью которого было сохранение ОАР. Однако в сентябре 1961 года ОАР всё же распалась, к власти в Сирии пришёл Назим аль-Кудси. Джадид, наряду с многими членами партии Баас, был выгнан из армии. В 1962 году они начали подготовку военного переворота.

## Перевороты 1963 и 1966 годов
8 марта 1963 года был произведён переворот, в результате которого президент Назим аль-Кудси был арестован, а премьер-министр Халед Бей аль-Азем отправлен в изгнание в Ливан. Офицеры-баасисты были восстановлены в армии, а в стране была установлена однопартийная система правления. Наряду с Хафезом Асадом, Мухаммадом Умраном и Сами аль-Джунди, Салах Джадид стал одной из основных фигур в правительстве президента Амина аль-Хафеза и премьер-министра Салах ад-Дина Битара. В августе 1963 года Джадид был назначен начальником главного штаба сирийской армии. В это время началась некоторая конфронтация между Амином и Битаром, которые стремились к демилитаризации правительства, с одной стороны, и офицерской верхушкой — с другой. Позиции Джадида ещё укрепились когда он был назначен помощником генерального секретаря регионального командования, и когда в 1965 году премьер-министром был назначен его друг Юсуф аз-Зуайин. Джадид постарался избавиться от возможных противников в борьбе за власть, уволив из армии ряд нелояльных офицеров, а также отправив Мухаммада Умрана послом в Испанию.
23 февраля 1966 года Джадид и Хафез Асад совершили очередной военный переворот: лидеры и основатели партии Баас Мишель Афляк и Салах ад-Дин Битар были отправлены в изгнание, Хафез Асад стал министром обороны, а президентом стал близкий к Джадиду Нуреддин аль-Атасси. Сам Джадид занял скромный пост заместителя генерального секретаря партии Баас. Вплоть до переворота в ноябре 1970 года, Салах Джадид являлся, по сути, правителем Сирии.
В конце 1966 года участник переворотов 1963 и 1966 годов Салим Хатум, чувствовавший себя униженным после того, как не был назначен в региональное руководство в феврале, и желавший возвращения первого секретаря регионального командования после восстановления сирийского регионального отделения к власти, попытался свергнуть Джадида, но потерпел неудачу. Во время визита в Сувайду Джадид и Атасси были окружены в городе и захвачены преданными Хатуму войсками, однако друзские старейшины запретили убийство гостей и предложили лидеру заговорщиков, друзу, подождать, и Джадид, которого Хатум намеревался убить при первой возможности, был помещён под домашний арест. На подавление мятежа Асад направил 70-ю бронетанковую бригаду. Город был подвергнут артиллерийскому обстрелу и бомбардировке с воздуха, и Хатум со своими сторонниками бежал в Иорданию, где им было предоставлено политическое убежище.

## У власти

### Внешняя политика
Внешняя политика Сирии в период правления Джадида характеризовалась ухудшением отношений с целым рядом арабских стран (Ливаном, Иорданией, Ираком, Саудовской Аравией). Единственным настоящим союзником Сирии в регионе оставался Египет. Джадид увеличил поддержку Организации освобождения Палестины. Именно к периоду фактического правления Джадида относится участие Сирии в Шестидневной войне, завершившейся поражением арабов и утратой Сирией Голанских высот. Салах Джадид продолжил курс на сближение с СССР.

### Внутренняя политика. Конфликт с Хафезом Асадом
Внутренняя политика Джадида характеризовалась наличием большого аппарата внутренней безопасности, преследованием инакомыслия. Он проводил жёсткую социалистическую линию (именно поэтому торговые круги с восторгом встретили свержение Джадида).
Сконцентрировавшись на решении гражданских вопросов, Джадид де-факто передал Хафезу Асаду контроль над вооружёнными силами, не расценивая его как угрозу. Однако после поражения Сирии в Шестидневной войне начал набирать обороты конфликт между Салахом Джадидом и Хафезом Асадом, который обвинил Джадида в неспособности эффективно управлять страной и противостоять израильской угрозе. В то время как Джадид и его сторонники делали упор на социализм и «внутреннюю революцию», Асад считал необходимым сфокусироваться на антиизраильской внешней политике.
Асад постепенно укреплял свои позиции, сделав начальником штаба своего сподвижника Мустафу Тласа, а также поставив под свой контроль СМИ. 16 ноября 1970 года Джадид был свергнут в результате военного переворота и арестован. Он оставался в заключении до самой смерти 19 августа 1993 года.